# Relations entre le Pérou et l'Union européenne
Les relations entre le Pérou et l’Union européenne portent sur le dialogue politique, le commerce et la coopération pour le développement.
Les relations économiques sont régies par un accord de libre-échange, conclu en 2012. 

## Sources

## Compléments